# Ceratogyrus paulseni
Ceratogyrus paulseni là một loài nhện trong họ Theraphosidae.
Loài này thuộc chi Ceratogyrus. Ceratogyrus paulseni được miêu tả năm 2005 bởi Gallon.